# حبوبة (مدينة أثرية)
مدينة حبوبة الأثرية هي مدينة أثرية في سوريا تقع عل ضفاف بحيرة الأسد على نهر الفرات،

## أهمية الموقع
تبرز أهمية موقع حبوبة من الدلائل التي قدمها موقع هذه المدينة عن أنظمة العمارة والأسوار الدفاعية في منتصف الألف الرابع قبل الميلاد 4500 عام قبل الميلاد، وألقت النتائج التي توصل إليها علماء الآثار عن المستوى الحضاري والمعماري العالي والمستوى الذي وصلت إليه المدينة خلال هذه الفترة من تاريخ سوريا القديم.

## التنقيب
أظهر التنقيبات أن مساحة المدينة تبلغ نحو 18 هكتارا كانت كلها مشغولة بالأحياء السكنية للمدينة وقُدّر عدد سكان المدينة بحدود تتراوح ما بين 7 آلاف إلى 10 آلاف نسمة، وتشير أسوار المدينة التي تصل سماكتها إلى ثلاثة أمتار إلى تنظيم متقن وأسلوب دفاعي متميز.
للمدينة عدة بوابات ويتم الدخول إليها من البوابة الضخمة، تميزت مساكن حبوبة بالاتساع ووجد في موقع المدينة الكثير من المكتشفات الأثرية والأواني.